# Bramantino
Bartolomeo Suardi, detto Bramantino (Milano, 1465 circa – Milano, 1530), è stato un pittore e architetto italiano, attivo in Lombardia.

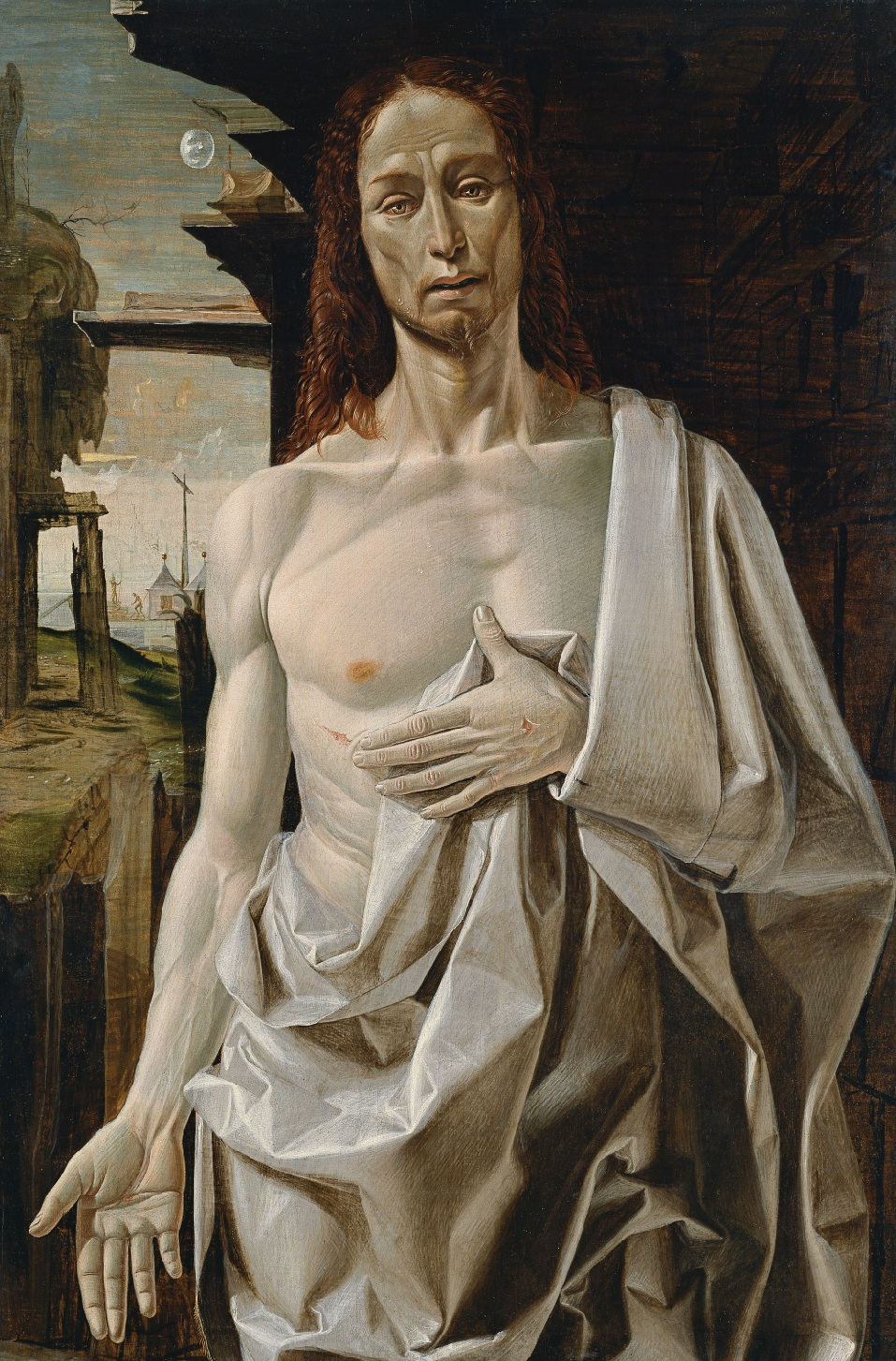
Bramantino, Vir dolorum, Madrid, collezione Thyssen

Chiamato Bramantino già nelle Vite del Vasari, Bartolomeo Suardi elaborò in forme lombarde la monumentalità del Bramante, giungendo a rappresentazioni di rarefatto e severo classicismo.

## Biografia
Figlio di Alberto Suardi e di Petrina da Sulbiate, resta orfano di padre l'8 dicembre 1480, vivendo in grande povertà a Milano; da quell'anno è apprendista, senza diritto di paga, dell'orafo Francesco De Caseris.
Un documento del 1490 riporta la promessa di Bartolomeo di provvedere alla dote della sorella Caterina: in base alla sua condizione di capofamiglia si fa risalire la data di nascita intorno al 1465; a quest'epoca risulta abitare nel sestiere milanese di Porta Nuova.
Nel 1494 è attestata una sua supplica, rivolta al duca Gian Galeazzo Maria Sforza, di poter prorogare il pagamento della dote della sorella; l'anno dopo si trasferisce in una casa nella parrocchia di San Bartolomeo. Il 23 febbraio e poi nel giugno 1503 si occupò, con altri artisti, della progettazione della porta settentrionale del Duomo di Milano e lavorò ai cartoni per gli Arazzi Trivulzio.
Sposò nel 1504 Elisabetta della Chiesa dalla quale avrà la figlia Giulia; nel dicembre 1507 abita nel sestiere di Porta Orientale, presso la parrocchia di San Babila.

Nel 1508, e vi rimase forse un anno, è a Roma, dove viene pagato il 4 dicembre per alcuni dipinti ancora da eseguire in Vaticano e dove ha modo di vedere i recenti affreschi di Melozzo da Forlì, i cui modi lasciano traccia su di lui. A questo proposito il Vasari scrive che Bramantino: 
Il 10 dicembre 1509 un atto notarile lo testimonia a Milano; l'anno successivo lavora alla Crocifissione, ora a Brera. Nel 1511 progetta il Mausoleo che accoglie le spoglie di Gian Giacomo Trivulzio dal 19 gennaio 1519. Il 15 maggio 1519 è membro, insieme a Bernardino de Conti, Antonio da Lonate, Giovanni di Agostino e lo Zenale, della commissione incaricata di esaminare un modello ligneo del Duomo di Milano.
Fino al 1524 sono attestati i pagamenti ricevuti dal Bramantino per i suoi affreschi - perduti - della cappella dei Re Magi nella chiesa di Sant'Eufemia. Il 22 gennaio 1525 viene esiliato da Milano in Val di Susa in quanto partigiano degli Sforza; rientra in città dopo la sconfitta dei francesi nella battaglia di Pavia, combattuta il 22 febbraio; il 1º maggio 1525 è nominato dal duca Francesco II Sforza pittore e architetto ducale.
Muore tra il 2 gennaio e l'11 settembre 1530.

## Il pittore

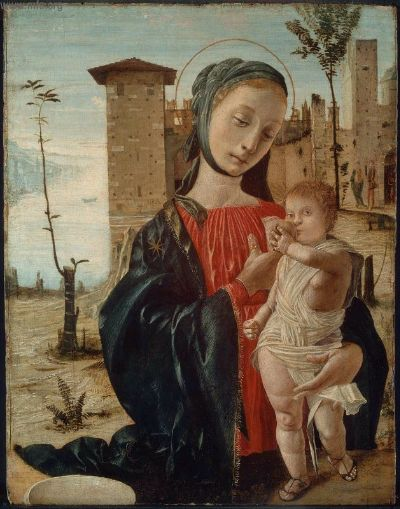
Bramantino, Madonna del Latte (Boston, Museum of Fine Arts)

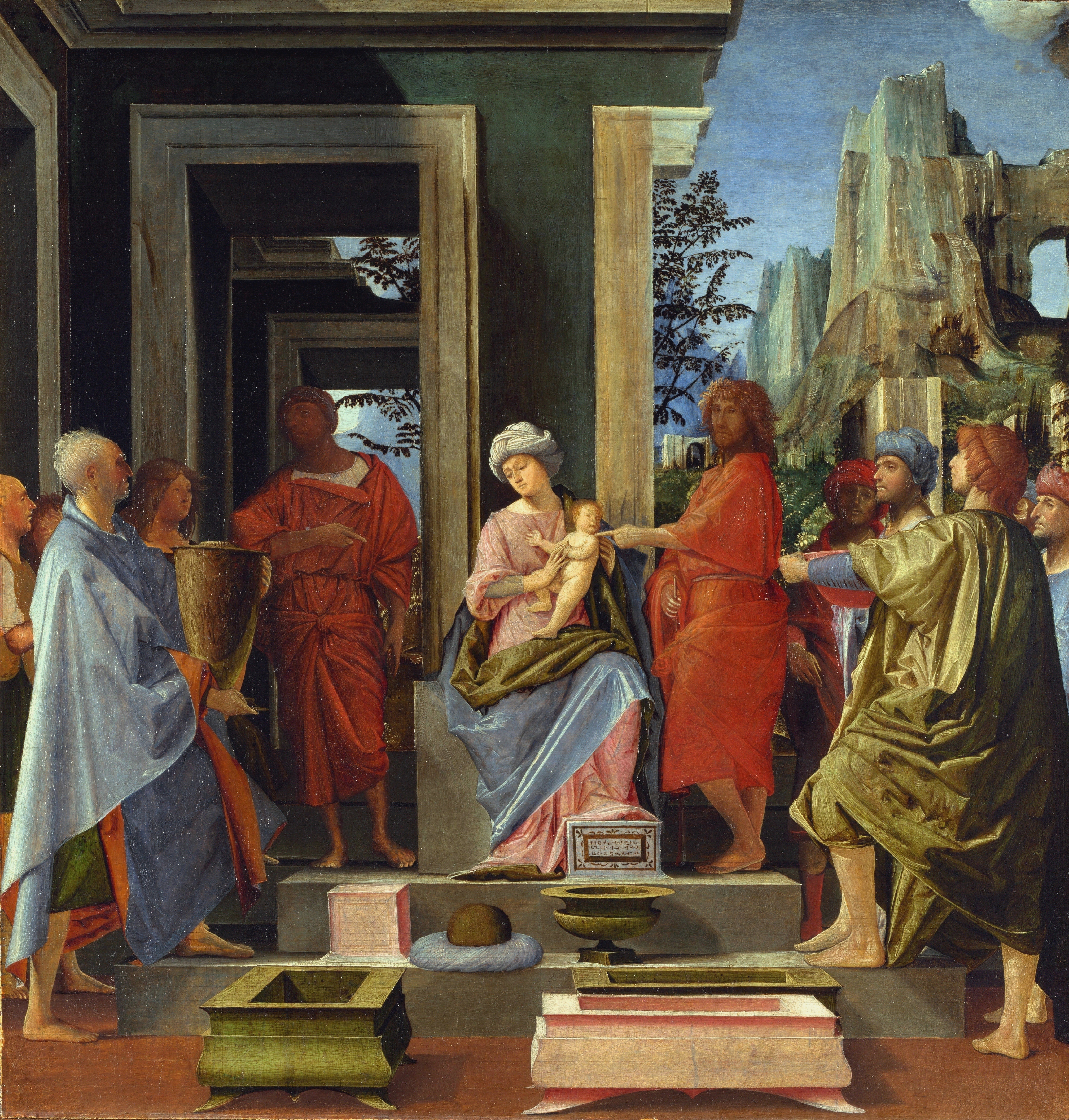
Bramantino, Adorazione dei Magi (National Gallery di Londra)

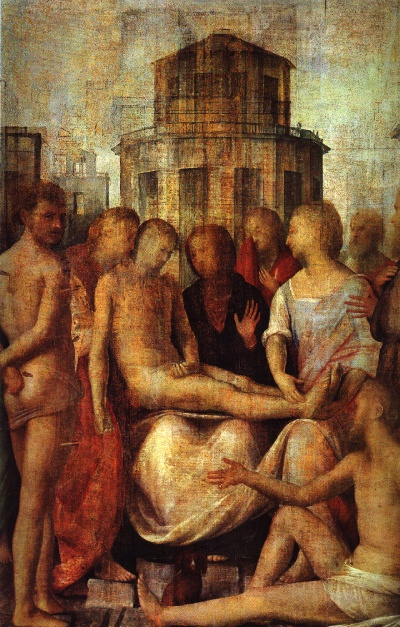
Bramantino, Pietà e santi (Mezzana, parrocchiale)

La prima opera prevalentemente attribuita al Bramantino è la Madonna col Bambino del Museo di Boston, databile intorno al 1485; il pittore appare vicino ai modi del Butinone - tanto che il Longhi gliel'attribuisce - e in particolare ai suoi affreschi nella Chiesa di San Pietro in Gessate di Milano. Un apprendistato di Bramantino presso il pittore di Treviglio è considerato molto probabile dalla critica perché spiegherebbe le radici foppesche e ferraresi della sua pittura. Nel paesaggio lombardo, invece, "torri, fastigi di templi, campanili, rivestiti di una bruma sottile, stratificata, degna d'un Basaiti, tradiscono un rigore prospettico… ancora parziale, locale, ma che presto diverrà organico dell'invenzione tutta… i progenitori di una futura stirpe di torri e di edifici come preclusi alla vita, metafisici" (Mazzini).
Il dipinto, in cattivo stato di conservazione, del Filemone e Bauci del Wallraf-Richartz Museum di Colonia, un mito ovidiano con evidenti riferimenti cristiani con la Cena in Emmaus, è considerato prossimo alla tavola precedente per l'uso di vivide gamme cromatiche, poi abbandonate dal Bramantino nelle sue opere del primo Cinquecento.
L'Uomo di dolori della collezione Thyssen, in cui Cristo è rappresentato in un nebbioso paesaggio lacustre che individua nello sfondo una città ai piedi di una montagna, pur rimanendo nell'ambito della cultura figurativa lombarda e ferrarese, mostra analogie compositive con il bramantesco Cristo alla colonna di Brera.
Agli ultimi anni del secolo viene datata la Natività e santi della Pinacoteca Ambrosiana, che presenta vari significati iconografici: l'albero secco a sinistra e quello vegeto sotto l'arco, il musicista a sinistra, interpretato come Apollo o Augusto, mentre sulla destra si vuole individuare la Sibilla Tiburtina; i tre frati rappresenterebbero l'ordine francescano, domenicano e benedettino. La tavola mostra i consueti riferimenti ferraresi, in particolare a Ercole de' Roberti, presente a Milano nel 1491, oltre a richiami al Bramante e anche a Leonardo, nella figura dell'angelo accanto a san Giuseppe e nei volti dei frati. Lo studioso austriaco Wilhelm Suida ha voluto vedere un legame di questa tavola con la Natività di Francesco di Giorgio Martini, presente a Milano nel 1490.
È datata ai primi anni del Cinquecento l'Adorazione dei Magi di Londra, in cui il Suida ha voluto riconoscere, nelle due figure ai lati della Madonna, i profeti Isaia e Daniele, nelle altre figure i Re Magi e il loro seguito e, negli inconsueti recipienti in primo piano, i loro doni. Per altri, a destra, il personaggio che indica il Bambino è san Giovanni Battista e gli oggetti in primo piano sono idrie, i recipienti in cui nelle nozze di Cana è stata versata l'acqua trasformata in vino; la figura a sinistra è il maestro di tavola che indica il Bambino e guarda i servitori a sinistra. I tre oggetti sul gradino sono un parallelepipedo, o pietra angolare, simbolo di Cristo, un turbante, simbolo dei popoli d'Oriente e un bacile, simbolo del battesimo. "L'architettura, i raffinati scrigni, i recipienti di pietra… tutto è semplice, distinto, finemente stilizzato e di gusto eccellente. Anche l'atteggiamento delle figure, la loro posa, i gesti, il movimento della testa e gli sguardi testimoniano un'estrema ricerca di stilizzazione, tanto che tutto pare regolato da un rigido rituale" (Passavant).
Si è ipotizzato un viaggio del Bramantino in Toscana alla fine del Quattrocento - plausibile, stante il silenzio dei documenti sulla sua attività svolta in questo periodo - che gli avrebbe permesso la conoscenza del sorgente classicismo fiorentino e di Fra Bartolomeo in particolare. Infatti, il dipinto si pone come momento di trasformazione stilistica del pittore, in cui le sue asprezze figurative di origine ferrarese vengono risolte nel plasticismo toscano.
I cartoni per i dodici Arazzi dei mesi della collezione di Gian Giacomo Trivulzio, maresciallo di Francia, ora nel Castello Sforzesco, dovettero essere eseguiti intorno al 1504; solo due disegni riconosciuti al Bramantino sono parzialmente riferibili a tale opera: uno, nella Pinacoteca Ambrosiana, è relativo all'arazzo del mese di luglio, e l'altro, nelle Gallerie dell'Accademia di Venezia, si riferisce all'arazzo del mese di aprile. Gli arazzi, secondo i documenti pervenuti, furono eseguiti da tale maestro Benedetto, assistito da quattro garzoni e dovettero essere consegnati alla fine del 1509.
Il motivo degli arazzi non è cortigiano, è la rappresentazione del lavoro, ha dunque un contenuto intimamente morale, la dimostrazione che esso è l'impegno di tutta la vita, ma non una condanna, bensì la manifestazione delle virtù creative dell'uomo.
Anche la Crocifissione di Brera, datata verso il 1510, ha posto problemi interpretativi. Secondo l'ipotesi (peraltro non unanimemente accettata) di Germano Mulazzani, l'iconografia del dipinto farebbe riferimento a un passo dei Sermones de Oneribus di Aelredo di Rievaulx, descrivendo l'origine della Chiesa dall'ebraismo - il tempio in secondo piano - che deriva dalla tradizione egizia - la piramide - e pagana - le due figure di destra, delle quali una piange in segno di pentimento - mentre Cristo raccorda il Vecchio e il Nuovo Testamento - la luna e il sole. Mentre il demonio si dichiara vinto, inginocchiandosi, la Chiesa abbraccia la croce riconoscendo in essa la propria origine.
La Madonna delle Torri dell'Ambrosiana, datata intorno al 1515 nacque come trittico poi unificato dallo stesso autore in unica tavola con l'aggiunta dei due angeli. L'estremità superiore, con un cielo dipinto, e le due torri alle spalle degli angeli, sono invece un'aggiunta settecentesca. Anche quest'opera pone problemi d'interpretazione: appare infatti inspiegabile l'offerta della palma del martirio a sant'Ambrogio; in primo piano sono rappresentati, fortemente scorciati, l'eretico Ario, atterrato dal santo, e il demonio in figura di rospo, sconfitto dall'arcangelo. La datazione suggerita si basa su considerazioni stilistiche, nello schiarirsi del colore e nell'accostamento al classicismo toscano e romano.
Nella parrocchiale di Mezzana, frazione di Somma Lombardo, sono conservate una Pietà e una Pentecoste, datate alla prima metà degli anni venti. Sembra che la Pietà sia una tavola votiva, forse per la peste del 1524. Nella Pietà con i santi Sebastiano e Giobbe spicca il rigoroso impianto prospettico: un tempio, che potrebbe richiamare il Mausoleo Trivulzio, al centro, e le costruzioni ai lati, incorniciano la scena, con la delicata immagine del Cristo in grembo alla Vergine.
Anche la Pentecoste è costruita su elementi di architettura classica, ma le condizioni delle due tavole sono molto precarie e rendono difficile tanto un'analisi critica che una datazione condivisa.
L'ultima opera, la Madonna col Bambino e otto santi, prossima al 1525 e, dipinta per la chiesa di Santa Maria del Giardino a Milano, ora conservata alla Galleria degli Uffizi (Collezione Contini Bonacossi), è il capolavoro del Bramantino. Ha la forma della sacra conversazione ma il senso preciso è ancora una volta sfuggente. Duplice è la fonte luminosa che investe i personaggi, inseriti in una struttura piramidale, in modo da giocare con le molteplici modulazioni della luce; una soluzione già utilizzata dal Romanino nella sua pala bresciana di San Francesco una decina d'anni prima: "i due santi in primissimo piano, l'edicola che continua idealmente verso l'osservatore, il gioco delle ombre colorate, tutto ciò rimanda in ultima istanza a Bramante e Leonardo, recuperati attraverso le riprese più o meno dirette che i pittori del Cinquecento padano avevano operato" (Mulazzani).

## L'architetto

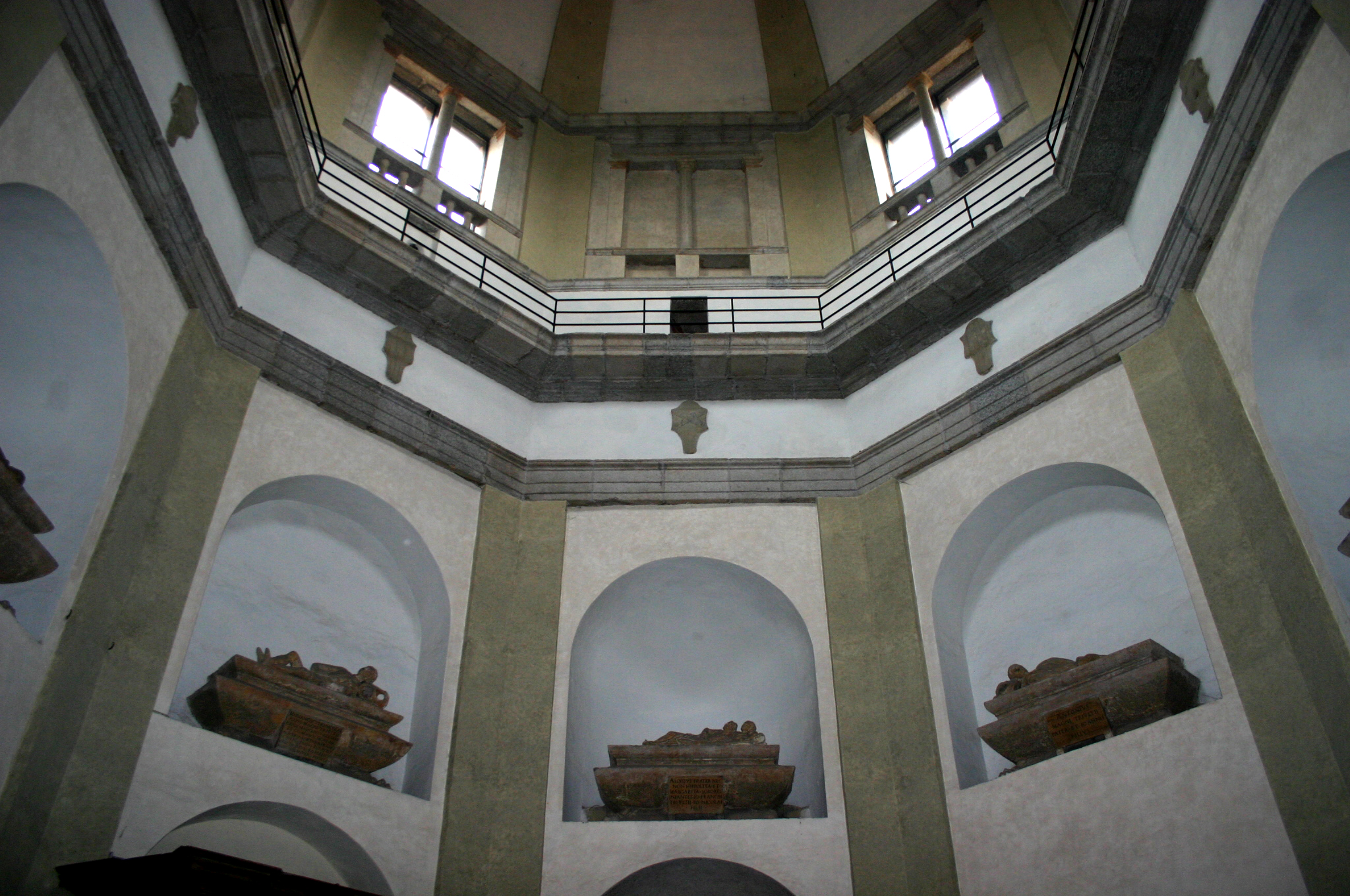
La Cappella Trivulzio

L'unica opera architettonica che gli viene attribuita con certezza è il Mausoleo Trivulzio, addossato alla basilica di San Nazaro in Brolo a Milano. Nel 1504 Gian Giacomo Trivulzio aveva disposto nel suo testamento l'erezione di un'arca nell'interno della Basilica; nel 1507, in un successivo testamento, dispone l'erezione di un edificio, cappella o mausoleo, da costruire all'interno o a fianco della chiesa. Per l'opera fu consultato Leonardo, che se ne interessò, come testimoniano un preventivo di spesa e diversi disegni attualmente conservati al Castello di Windsor. Non si sa perché il progetto sia stato poi affidato al Bramantino, il quale comunque se ne interessò dal 1511 e nello stesso anno iniziò la costruzione del mausoleo, addossato alla facciata della Basilica e dedicato all'intera famiglia Trivulzio.
Interrotti nel 1512 con l'esilio del Trivulzio decretato dal nuovo duca di Milano, Massimiliano Sforza, i lavori furono ripresi dopo la battaglia di Marignano nel 1515. Il mausoleo, ancora incompiuto, fu dedicato alla Madonna il 5 agosto 1518, come indicato nell'iscrizione sulla porta d'ingresso, dal Trivulzio che morì nello stesso anno in Francia. Le sue spoglie furono tumulate in una delle otto nicchie dell'edificio il 19 gennaio 1519.
I lavori subirono una nuova interruzione alla fine del 1521 e da quel momento il Bramantino non poté più occuparsene, data la sua morte e la ripresa dei lavori avviata soltanto nel 1546. Modifiche al progetto furono apportate fino al 1793, quando fu abbassato il pavimento riportandolo al livello della chiesa, con la conseguente distruzione della cripta, ma un restauro eseguito nel 1960 ha riportato il livello del pavimento alla precedente altezza.

## La singolarità del Bramantino

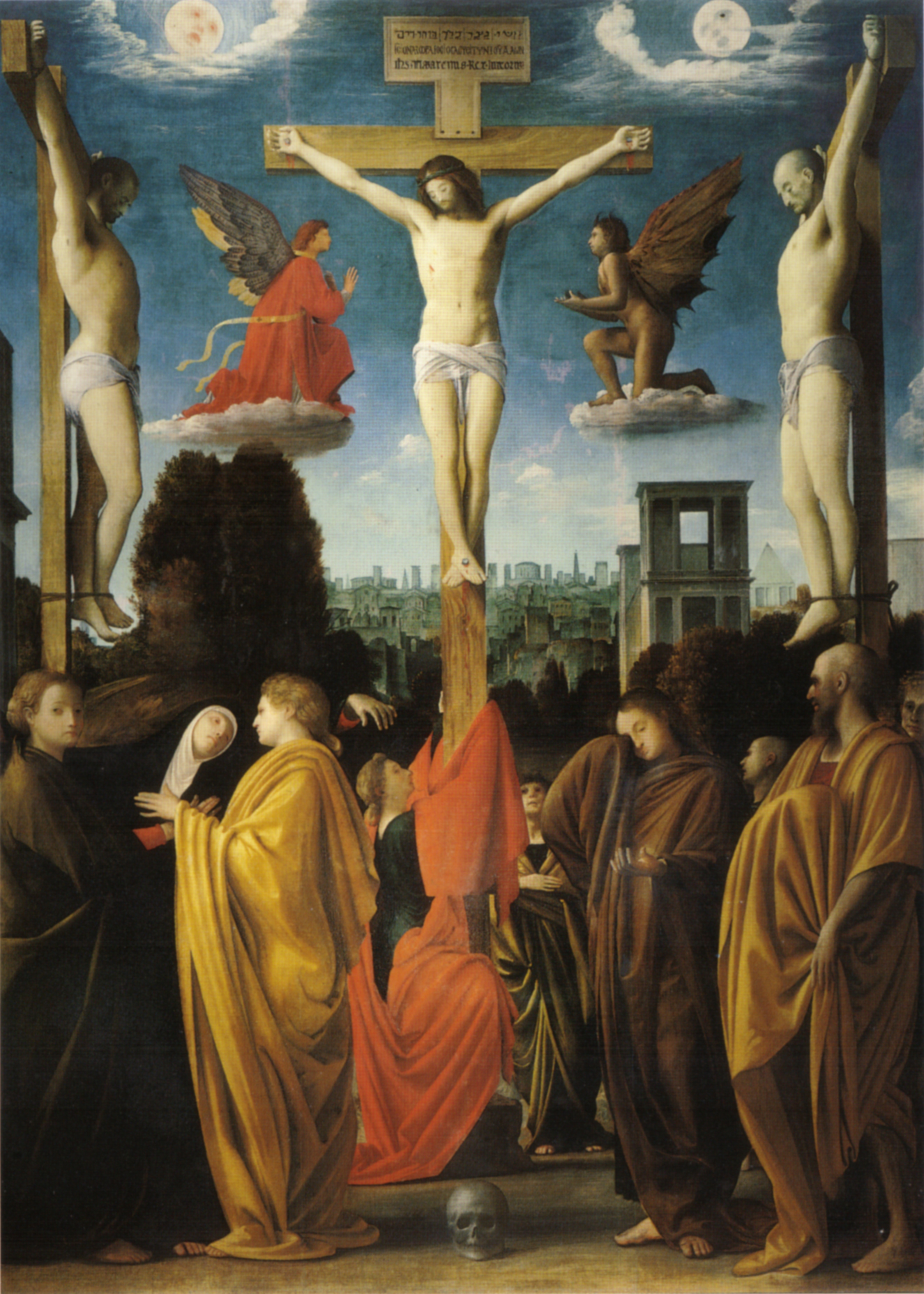
Bramantino, Crocifissione (Milano, Pinacoteca di Brera)

Dalle confuse notizie del Vasari che, nel 1550, ricordò opere di due distinti artisti, entrambi chiamati Bramantino di Milano; poi nel 1568 ricorda un Bramante e un Bramantino e, nelle vite del Garofalo e di Girolamo da Carpi, ricorda nuovamente un Bramantino maestro di Bramante: "…dipinse Bramantino in Milano la facciata della casa del signor Giovambattista Latuate, con una bellissima Madonna, messa in mezzo da' duoi Profeti, e nella facciata del signor Bernardo Scacalarozzo dipinse quattro giganti che son finti di bronzo e sono ragionevoli, con altre opere che sono in Milano, le quali gl'apportarono lode per essere stato egli il primo lume della pittura che si vedesse di buona maniera in Milano e cagione che dopo lui Bramante divenisse, per la buona maniera che diede a' suoi casamenti e prospettive, eccellente nelle cose d'architettura, essendo che le prime cose che studiò Bramante furono quelle di Bramantino".
La storiografia successiva al Vasari costruì così un Bramantino, un Agostino Bramantino – questo da altri considerato una personalità distinta, allievo di Bramantino - e un Bramante di Milano, maestro di pittura del grande architetto Donato Bramante. Dal Lanzi (1795) e poi dagli studi ottocenteschi di Cavalcaselle e del Mongeri, si arriva al Fiocco, che nel 1914 fa del Bramantino – partito dal Foppa e attraversando i ferraresi Ercole de' Roberti e Cosmè Tura -  il rinnovatore della pittura lombarda.
Fu il Suida, prima con alcuni articoli nell'inizio del Novecento e poi con una fondamentale monografia del 1953, a porre le basi della ricostruzione della sua figura e del suo catalogo.
"Dietro le opere del Bramantino", scrive, "sta il segreto della sua personalità, che ci appare più enigmatica, quanto più i documenti ci parlano di lui. Un artista che dalla prima all'ultima delle sue opere afferma una così potente originalità, si chiama per tutta la vita col diminutivo del nome del suo maestro, oltre tutto così diverso da lui… Dalle sue opere si manifesta una natura prevalentemente contemplativa, che però si esprime con coraggio personale in una potente attività in giorni di tensione politica… Il creatore che nella pittura e nell'architettura bandisce le visioni fantastiche e che vede tutto, anche il dolore e la gioia degli uomini sub specie aeternitatis, è in pari tempo un indagatore esatto che cerca di investigare scientificamente le leggi dell'ottica e della prospettiva. Tali elementi apparentemente contraddittori sono invece fusi armoniosamente nella singolare personalità del Bramantino… egli interpreta il nuovo, il moderno di allora, in modo del tutto personale. Non diventa un cinquecentista, accettando bensì quello che trova già preparato in Bramante per l'architettura e in Leonardo nella pittura, ma interpreta in forme personali i segni dei nuovi tempi, da lui sentiti in modo imperioso.
In tutti i grandi cambiamenti di stile, si riscontrano nature geniali e indipendenti che… stanno al di sopra di quelli che accolgono docilmente tali mutamenti… Si potrebbe chiamarli i profeti che sembrano possedere la capacità di comprendere e… di presentire possibilità future".

## Opere
- Cristo in pietà, 1475-1500 circa, affresco staccato e trasportato su tela, 154x96, Milano, Pinacoteca Ambrosiana
- Madonna del Latte, 1485 circa, tempera su tavola, 48x36, Boston, Museum of Fine Arts
- Filemone e Bauci, 1485 circa, tempera su tavola, 57x78, Colonia, Wallraf-Richartz Museum
- Adorazione del Bambino, 1485 circa, tempera su tavola, 86x85, Milano, Pinacoteca Ambrosiana
- Uomo di dolori, 1485-1487, tempera su tavola, 109x71, Madrid, Museo Thyssen-Bornemisza
- Argo, 1490 circa, affresco, Milano, Castello Sforzesco, sala del Tesoro
- Adorazione dei Magi, 1495 circa, tempera su tavola, 60x58, Londra, National Gallery
- Noli me tangere, 1498-1500 circa, affresco staccato e trasportato su tela, 214x105, Milano, Pinacoteca del Castello Sforzesco
- Muse, 1499-1503, affreschi, Voghera, Castello Visconteo
- Madonna col Bambino fra san Giacomo e san Luigi, 1503-1504 circa, affresco, 1503-1504 circa, Milano, convento di Santa Maria delle Grazie
- Madonna col Bambino e una figura maschile, 1503-1504 circa, tempera su tavola, 61x47, Milano, Pinacoteca di Brera
- Arazzi Trivulzio, 1504 circa-1509, tessuti da Benedetto da Milano e collaboratori su cartoni di Bramantino, Milano, Castello Sforzesco,
- Madonna delle Torri, 1505 circa, tecnica mista su tavola, Milano, Pinacoteca Ambrosiana
- Raccolta della manna (attr.), 1505-1506 circa, olio su tavola, 27,3x43,2, Chicago, David and Alfred Smart Museum of Art
- Resurrezione di Lazzaro (attr.), 1505-1506 circa, olio su tavola, 27x45,1, Chicago, David and Alfred Smart Museum of Art
- Madonna Kleinberger, ante 1508, tempera su tavola, 34x28, New York, Metropolitan Museum of Art
- Madonna del palazzo della Ragione, 1509-1510 circa, affresco staccato e trasportato su tela, 240x135, Milano, Pinacoteca di Brera
- Crocifissione, 1510-1512 circa, olio su tela, 372x270, Milano, Pinacoteca di Brera
- Fuga in Egitto, 1510-1515 circa, tempera su tavola, 150x131, Orselina, santuario della Madonna del Sasso
- Pietà, 1510-1515 circa, tempera su tavola, 100x80, Bucarest, Museo nazionale d'arte rumeno
- Madonna col Bambino, 1510-1515 circa, tempera su tavola, 46x36, Columbia (Missouri), Museum of Art and Archaeology dell'Università del Missouri
- San Giovanni a Patmos, 1510-1515 circa, tempera su tavola, 122x92, Isola Bella, Palazzo Borromeo
- Lucrezia, 1512 circa, tempera su tavola, 125x95, Milano, Palazzo Serbelloni-Sola Cabiati (da alcuni studiosi considerata una copia da)
- Compianto su Cristo morto con Sebastiano e san Rocco (o Lazzaro), 1512-1513 circa, tempera su tavola, 207x147, Chiesa di Santo Stefano (Mezzana Superiore)
- Pentecoste, 1512-1513 circa, tempera su tavola, 207x147, Chiesa di Santo Stefano (Mezzana Superiore)
- San Sebastiano, 1515 circa, tavola, 81x58, Milano, collezione Rasini
- Compianto sul Cristo morto, 1515-1520 circa, olio su tavola, 195x152 cm, Milano, Pinacoteca del Castello Sforzesco
- Madonna col Bambino e otto santi, tempera su tavola, 1525 circa, 205x166, Firenze, Galleria degli Uffizi (collezione Contini Bonacossi)
- Santi, due tempere su tavola, Parigi, Museo Jacquemart-André
- Madonna col Bambino e San Giuseppe, tempera su tavola, Carzago (Calvagese della Riviera), Fondazione Sorlini